# Электромаш
Научно-производственное закрытое акционерное общество «Электрома́ш» — электротехническое предприятие в Тирасполе, основано 9 января 1959 года.

## История
9 января 1959 года СНХ Молдавской ССР принял постановление № 19 «О дальнейшем развитии электротехнической промышленности МССР», согласно которому в городе Тирасполе на базе небольшого электроремонтного завода создавалось новое предприятие по выпуску электродвигателей. Завод получил название «Микродвигатель». В первые года своего существования завод выпускал номенклатуру электродвигателей взрывозащищенного исполнения.
С 1961 года начат выпуск синхронных генераторов высокого напряжения. В сентябре 1961 года организовано СКБ. В 1963 году завод «Электродвигатель» и Тираспольский трансформаторный завод объединили в производственно-техническое объединение «Электромаш», расширилась номенклатура производства.
В 1971 году завод награждён орденом Трудового Красного Знамени. В 1970-е годы дополнительно к электродвигателям и генераторам в номенклатуры вводится производство управляющей аппаратуры и товаров народного потребления.
В 1987 году собранием трудового коллектива директором завода был избран Игорь Николаевич Смирнов. В 1988 году завод переведен на самофинансирование, в 1990 году вместо Смирнова на должность руководителя предприятия принят Сергей Михайлович Аспидов, в 1992 году завод акционирован, ситуация резко ухудшилась, долги предприятия превысили стоимость его основных и оборотных фондов. Недовольство коллектива руководством переросло в массовые протесты, в итоге, решением общего собрания акционеров в августе 1992 года были отстранены от занимаемых должностей генеральный директор Аспидов и пятнадцать членов его правления. В сентябре того же года единогласным решением коллектива генеральным директором «Электромаша» был избран Феликс Семёнович Крейчман.
По состоянию на 2005 год завод был одним из наиболее крупных налогоплательщиков в консолидированный бюджет Приднестровья, отчисления составили немногим менее 1 % доходной части бюджета.
13 ноября 2012 года на предприятии произошла забастовка, в ходе которой были высказаны претензии к генеральному директору Крейчману, его обвинили в невыплате зарплаты и продаже станков на металлолом. 14 ноября руководитель «Электромаша» заявил о своём уходе с должности. 21 февраля 2013 года был избран новый руководитель предприятия — Ясинский Иван Феликсович, который был исполняющим обязанности руководителя завода после отставки Крейчмана.

## Названия завода
- 1959—1961 — Завод «Микродвигатель»
- 1961—1963 — Завод «Электродвигатель»
- 1963—1967 — Производственно-техническое объединение «Электромаш»
- 1967—1992 — Завод электрических машин «Электромаш»
- 1992—н. в. — Научно-производственное закрытое акционерное общество «Электромаш»

## Руководители завода
- 1959—1960 — Дмитриев Яков Иванович
- 1960—1963 — Чувашев Анатолий Максимович
- 1963—1974 — Савин Борис Петрович
- 1974—1987 — Добровольский Иван Михайлович
- 1987—1990 — Смирнов Игорь Николаевич
- 1990—1992 — Аспидов Сергей Михайлович
- 1992—2012 — Крейчман Феликс Семёнович
- 2013— сент. 2014 — Ясинский Иван Феликсович
- 2014—н. в. — Трандасир Владимир Григорьевич